# 林原耕三
林原 耕三（はやしばら こうぞう、1887年12月6日 - 1975年4月23日）は、日本の英文学者、俳人。俳号は耒井（らいせい）。
福井県出身。旧姓・岡田。1918年東京帝国大学英文科卒。在学中から夏目漱石に師事し、芥川龍之介らを漱石に紹介した。年下の芥川らが東大を卒業して数年たってなお大学にいたというので「万年大学生」と呼ばれた。臼田亜浪に俳句を師事した。1925年松山高等学校教授、ついで台北高等学校教授、台湾総督府在外研究員として欧米に滞在。のち法政大学、明治大学、専修大学、東京理科大学の教授を務めた。

## 著書
- 蜩 林原耒井句集 桜楓社出版 1958
- 俳句形式論 南雲堂桜楓社 1964 (俳句シリーズ 人と作品 別巻)
- 梅雨の虹 南雲堂桜楓社 1964
- 漱石山房の人々 講談社 1971／講談社文芸文庫 2022
- 芭蕉を越ゆるもの 林原耒井俳論俳談集 桜楓社 1972
- 漱石山房回顧・その他 林原耕三随筆集 桜楓社 1974